# Lucie Horsch
Lucie Horsch (Ámsterdam, 1999) es una flautista neerlandesa.

## Biografía
Comenzó a tocar la flauta dulce (o flauta de pico) a la edad de cinco años y recibió su primer reconocimiento nacional a la edad de nueve, cuando su actuación en Kinderprinsengrachtconcert fue transmitida por la televisión nacional. Estudió flauta dulce con Walter van Hauwe y piano con Marjes Benoist y Jan Wijn en el Conservatorio de Ámsterdam.
En 2014 representó a Holanda en el Festival de Eurovisión de Jóvenes Músicos, y en 2016 recibió el premio "Talento Joven" del Concertgebouw. Comenzó una carrera internacional como solista y ha sido elogiada como una de las flautistas más talentosas de su generación. En 2017 se publicó su primera grabación, una colección de conciertos para flauta dulce de Vivaldi que le valió el Premio Edison. En 2019 su segunda grabación, una colección de conciertos barrocos con la Academy of Ancient Music, fue galardonada con el premio Opus Klassik. En 2020 recibió el Nederlandse Muziekprijs del Ministerio de Educación, Cultura y Ciencia de Países Bajos.